# Nomoclastes taedifer
Espèce
Nomoclastes taedifer est une espèce d'opilions laniatores de la famille des Nomoclastidae.

## Distribution
Cette espèce est endémique de Colombie.

## Description
La femelle holotype mesure 3,5 mm.
La femelle décrite par Pinto-da-Rocha en 1997 mesure 2,68 mm.

## Systématique et taxinomie
Cette espèce a été décrite par Sørensen en 1932.

## Publication originale
- Henriksen, 1932 : « Descriptiones Laniatorum (Arachnidorum Opilionum Subordinis). Opus posthumum recognovit et edidit Kai L. Henriksen. » Det Kongelige Danske Videnskabernes Selskabs skrifter, Naturvidenskabelig og Mathematisk Afdeling, sér. 9, vol. 3, no 4, p. 197–422.